# Seč (Eslováquia)
Seč (em húngaro: Divékszécs) é um município da Eslováquia, situado no distrito de Prievidza, na região de Trenčín. Tem 7,67 km² de área e sua população em 2018 foi estimada em 385 habitantes.

## Demografia
| Ano:        | 1994 | 2004   | 2014   | 2024   |
| ----------- | ---- | ------ | ------ | ------ |
| Broj ljudi: | 412  | 410    | 392    | 388    |
| Razlika:    |      | -0,48% | -4,39% | -1,02% |

| Ano:               | 2023 | 2024   |
| ------------------ | ---- | ------ |
| Número de pessoas: | 393  | 388    |
| Diferença:         |      | -1,27% |